# アリックス・フォン・ザクセン
アリックス・フォン・ザクセン（Prinzessin Alix von Sachsen, 1901年9月27日 - 1990年12月11日）は、最後のザクセン王フリードリヒ・アウグスト3世の娘。ザクセン王女。

## 生涯
王太子時代のフリードリヒ・アウグスト3世と王太子妃ルイーゼの間の第6子・三女。正式な洗礼名はマリア・アリックス・ルイトポルダ・アンナ・ヘンリエッテ・ゲルマーナ・アグネス・ダミアーナ・ミヒャエラ・フォン・ザクセン（Prinzessin Maria Alix Luitpolda Anna Henriette Germana Agnes Damiana Michaela von Sachsen）。
1921年5月25日ジビレノルトで、ホーエンツォレルン＝ジグマリンゲン侯子フランツ・ヨーゼフと結婚。夫はアリックスの姉のマルガレーテと結婚したホーエンツォレルン＝ジグマリンゲン侯世子フリードリヒの双子の弟だった。夫妻はヘヒンゲンのヴィラ・オイゲーニアで暮らした。死後、夫と共にジグマリンゲンの救世主教会（Erlöserkirche）の敷地内に葬られた。

## 子女
ホーエンツォレルン＝ジグマリンゲン侯子フランツ・ヨーゼフとの間に4人の子が生まれた。
- カール・アントン・フリードリヒ・ヴィルヘルム・ルートヴィヒ・マリア・マヌエル・ループレヒト・ハインリヒ・ベネディクト・タッシロ（1922年 - 1993年） - 1951年アレクサンドラ・アフィーフ[5][注釈 1]（1919年 - 1996年）と結婚（家内法では貴賤結婚）
- マインラート・レオポルト・マリア・フリードリヒ・クリスティアン・フェルディナント・アルベルト（1925年 - 2009年） - 1971年男爵令嬢エーディナ・フォン・カップ＝ヘア（1938年 - ）と結婚
- マリア・マルガレーテ・アンナ・ヴィクトリア・ルイーゼ・ヨゼフィーネ・マティルデ・テレジア・フォム・キンデ・イェズ（1928年 - 2006年） - 1965年メクレンブルク公カール・グレゴール（英語版）[注釈 2]（1933年 - 2005年）と結婚
- エマヌエル・ヨーゼフ・マリア・ヴィルヘルム・フェルディナント・ブルクハルト（1929年 - 1999年） - 1968年ザクセン＝ヴァイマル＝アイゼナハ大公女カタリーナ[注釈 3]（1943年 - ）と結婚（1985年離婚）